# آرثر أفيلا
آرثر أفيلا (بالبرتغالية: Artur Ávila Cordeiro de Melo‏) مواليد 29 يونيو 1979 في ريو دي جانيرو بالبرازيل. هو رياضياتي يحمل الجنسية البرازيلية والفرنسية، باحث بشكل رئيسي في النظام التحريكي والنظرية الطيفية. وحصل على جائزة فيلدز في أغسطس 2014.